# Steinermühle (Greiz)
Die Steinermühle ist eine Siedlung des Stadtteils Cossengrün/Hohndorf/Schönbach der Stadt Greiz im Landkreis Greiz in Thüringen. Der Weiler gehört größtenteils zur Gemarkung Hohndorf. Die namensgebende, noch funktionsfähige Wassermühle liegt im Osten der Siedlung.

## Lage
Die Siedlung liegt am Zusammenfluss des Lohbachs mit dem Triebitzbach um den Steinermühlenteich. Gablau liegt nördlich, Leiningen im Westen und die ebenfalls zur Gemarkung Hohndorf gehörige Siedlung Landesgrenze flussabwärts im Osten. Auf sächsischer Seite schließt sich südöstlich Cunsdorf an. Die Grenze zu Sachsen ist teilweise nur wenige Meter entfernt.

## Geschichte
Die Steinermühle wurde erstmals 1580 als „Steinerne Mühle“ urkundlich erwähnt, sie existiert jedoch wahrscheinlich wesentlich länger. Sie gehörte damals zum Ort Gablau. Neben der Kölbelmühle und der Kesselmühle ist sie eines der Mahlwerke im Triebitzbachtal. Über die Jahre siedelten sich rund um den westlich gelegenen Mühlenteich einige Häuser und Gehöfte an. Seit Mitte des 20. Jahrhunderts wird in der Mühle kein Getreide mehr gemahlen, heute ist sie ein technisches Denkmal.
Mindestens seit Gründung des Landes Thüringen 1920 gehört die Steinermühle zur Gemeinde Hohndorf, welche 1997 ein Teil der neuen Gemeinde Vogtländisches Oberland wurde. Am 31. Dezember 2012 löste sich diese auf, woraufhin die Siedlung zur Stadt Greiz kam.

## Verkehr
Die L 2342 führt durch die Siedlung. Auf Höhe des Mühlenteichs zweigen die Straßen nach Gablau und Leiningen ab. Die dortige Haltestelle wird von der Linie 2 der Personen- und Reiseverkehrsgesellschaft Greiz unter der Woche täglich von Bussen nach Elsterberg und Greiz bedient.